# Zmróżka głogówka
Zmróżka głogówka (Cryptocephalus schaefferi) – gatunek chrząszcza z rodziny stonkowatych i podrodziny Cryptocephalinae.

## Taksonomia
Gatunek ten po raz pierwszy został naukowo opisany w 1789 roku przez Franza von Paulę Schranka.

## Morfologia
Chrząszcz o walcowatym ciele długości od 5 do 6,5 mm, u samicy krępym, a u samca smuklejszym. Długie, odstające i rzadkie owłosienie porasta wierzchnią stronę ciała. Spód ciała jest gęsto owłosiony i wyraźnie punktowany. Ubarwienie samca jest metalicznie czarnozielone, niebieskie lub granatowe z czarnymi odnóżami, czasem o czerwonobrunatnych goleniach. U samicy ubarwienie jest metalicznie granatowe lub czarnozielone z pomarańczową plamą u szczytu pokryw oraz ciemnożółtymi odnóżami, czasem z brunatnymi lub czarniawymi udami. Przedni brzeg czoła ma skośne guzki ulokowane między nasadami cienkich i nitkowatych czułków. Silnie wypukłe przedplecze ma krawędzie przednią i boczne listewkowato obrzeżone. Pokrywy samicy są z tyłu wyraźnie rozszerzone. Odwłok samca ma na pierwszym segmencie wąski wyrostek palcowatego kształtu sięgający ku tyłowi poza połowę długości odwłoka. Narządy rozrodcze samca charakteryzuje mocno i tarczowato rozszerzone prącie o nieco zgrubiałym ku szczytowi wyrostku grzbietowym.

## Ekologia i występowanie
Owad termofilny, żyjący na drzewach i krzewach liściastych rosnących na stanowiskach nasłonecznionych, w tym stanowiskach kserotermicznych, skrajach lasów, ogrodach i sadach. Do jego roślin pokarmowych należą: jarząb pospolity, leszczyny, dąb szypułkowy i wierzba iwa. W polskich warunkach klimatycznych owady dorosłe są aktywne w maju i czerwcu.
Gatunek palearktyczny, w Europie znany głównie z jej części południowej i południowo-wschodniej. Dalej na wschód sięga do Cypru, Azji Mniejszej i zachodniej Syberii. W Polsce jego współczesne występowanie nie jest pewne, gdyż ostatnio obserwowany był w XIX wieku. Umieszczony został na „Czerwonej liście zwierząt ginących i zagrożonych w Polsce” oraz „Czerwonej liście chrząszczy województwa śląskiego” ze statusem przypuszczalnie wymarłego (EX?).